# Reach for the Sky (Ratt)
| Recensione | Giudizio |
| ---------- | -------- |
| AllMusic   |          |

Reach for the Sky è il quarto album in studio del gruppo musicale statunitense Ratt, pubblicato il 3 novembre 1988 dalla Atlantic Records.

## Tracce
1. City to City – 3:31 (Stephen Pearcy, Robbin Crosby, Warren DeMartini, Juan Croucier, Beau Hill)
2. I Want a Woman – 3:58 (Pearcy, Crosby, Croucier, Hill)
3. Way Cool Jr. – 4:27 (Pearcy, DeMartini, Hill)
4. Don't Bite the Hand That Feeds – 3:08 (Pearcy, Crosby, Croucier, Hill)
5. I Want to Love You Tonight – 4:27 (Pearcy, Crosby, DeMartini)
6. Chain Reaction – 3:42 (Pearcy, DeMartini, Croucier)
7. No Surprise – 4:03 (Pearcy, DeMartini)
8. Bottom Line – 4:20 (Pearcy, Crosby, DeMartini, Croucier, Hill)
9. What's It Gonna Be – 4:07 (Pearcy, Crosby, DeMartini, Croucier, Hill)
10. What I'm After – 3:35 (Pearcy, Croucier)

## Singoli
- Way Cool Jr. (1988)
- I Want a Woman (1989)

## Formazione
Gruppo
- Stephen Pearcy – voce
- Robbin Crosby – chitarra, cori
- Warren DeMartini – chitarra, cori
- Juan Croucier – basso, cori
- Bobby Blotzer – batteria

Altri musicisti
- New West Horns – sezione fiati

Produzione
- Beau Hill – produzione, missaggio
- Mike Stone – produzione
- Al Wright – ingegneria del suono

## Classifiche

### Classifiche settimanali
| Classifica (1988) | Posizione massima |
| ----------------- | ----------------- |
| Regno Unito       | 82                |
| Stati Uniti       | 17                |
| Svezia            | 28                |

### Classifiche di fine anno
| Classifica (1989) | Posizione |
| ----------------- | --------- |
| Stati Uniti       | 66        |